# Subjectivering
Subjectivering of subjectificatie is een sociologisch en filosofisch concept dat slaat op de constructie van bepaalde vormen van subjectiviteit of identiteit. Het begrip wordt vooral gebruikt binnen de kritische theorie met betrekking tot de studie van individualisering, soms in combinatie met het concept interpellatie van Louis Althusser. De term subjectivering is bedacht door Michel Foucault en speelt een rol in de analyse van macht en vertoog. Het concept is ook verder uitgewerkt door Gilles Deleuze en Félix Guattari in Mille plateaux (1980). Het komt ook bij Gilbert Simondon voor.

## Overzicht
Volgens auteurs zoals Foucault zijn vormen van identiteit of subjectiviteit niet a priori gegeven, maar zijn ze het product van de maatschappelijke of historische structuren. Foucault speelt hier vooral met de dubbele betekenis van het woord 'subject' dat afkomstig is van het Latijnse begrip van subjectum (letterlijk: draagvlak). Dit kan zowel slaan op het hebben van een bepaalde identiteit als op het onderworpen (subjection) zijn aan een bepaald gegeven.
Mensen verkrijgen dus het statuut van subject (bijvoorbeeld rechtssubject, maar ook zoiets als economisch subject) door zich te 'onderwerpen' aan een bepaald vertoog. Zo'n vertoog beslist over wat gezegd en niet gezegd (en dus gedacht en niet gedacht) kan worden. Een bepaalde vorm van subjectivering zorgt er dus ook voor dat mensen zichzelf (en naasten) op een bepaalde manier gaan begrijpen, in functie van het vertoog waaraan men onderworpen is.
Deze vertogen zijn op hun beurt verbonden met bepaalde vormen van macht: het zijn bepaalde gezaghebbende bronnen die het vertoog vorm geven. In het werk van Foucault wordt voornamelijk gefocust op hoe het ontstaan van de menswetenschappen samenging met een disciplinering van de maatschappij en een specifiek begrip van wat het betekent mens te zijn. De socioloog, marxist, econoom, psycholoog of psychoanalyticus heeft in zekere zin het laatste woord over wat een subject nu echt verlangt in het leven. De socioloog zal de mens zien als een wezen dat streeft naar sociale contacten en communicatie; de marxist als ingebed in de klassenstrijd; de econoom als een hoeveelheid menselijk kapitaal en homo oeconomicus; de psychoanalyticus als een wezen dat uiting wil geven aan zijn verlangens; enzovoort. Vroeger was deze taak in de handen van pastoors of medicijnmannen.
De Amerikaanse feministe Judith Butler verbindt dit met het begrip van gender. De 'minderwaardige' positie van de vrouw in de samenleving is grotendeels een product door een specifieke subjectivering. In die zin wordt men dus niet als vrouw geboren, maar maakt men dit performatief waar door zichzelf (en anderen) als vrouw te bestempelen. Een ander mogelijk voorbeeld is Edward Saids aanklacht tegen het "oriëntalisme": het dominante westers vertoog subjectiveert de inwoners van het 'Oosten' op een specifieke, eenzijdige manier.